# Siewiller
Siewiller (Sììwiller en alsacien) est une commune française située dans la circonscription administrative du Bas-Rhin et, depuis le 1er janvier 2021, dans le territoire de la Collectivité européenne d'Alsace, en région Grand Est.
Depuis 1793, cette commune se trouve dans la région historique et culturelle d'Alsace.

## Géographie
La commune de Siewiller, appartenant à la région dite « Alsace Bossue » formant en limite des plateaux lorrains à l'ouest et le massif vosgien à l'est, est rattachée au département du Bas-Rhin. Son altitude se situe à 290 m.
Le village de Siewiller est implanté à l'ouest du Bas-Rhin (70 km de Strasbourg par la route). Il est situé à 4 km au sud de Drulingen (les communes sont limitrophes) et à 21 km au nord-ouest de Saverne, son chef-lieu d'arrondissement.
La voie de communication principale qui permet d'accéder à Siewiller est la D 1061 qui traverse l'est du village.

Siewiller s'étend sur 599 hectares.
| Weyer                   | Drulingen                       | Ottwiller et Lohr |
| Veckersviller (Moselle) | Siewiller                       |                   |
|                         | Hangviller et Metting (Moselle) | Bust              |

### Écarts et lieux-dits
- Le moulin de Siewiller, sur le ruisseau Altmuehlbach, en direction de Weyer.
- Rue des Tuileries.

### Hydrographie
La commune est dans le bassin versant du Rhin au sein du bassin Rhin-Meuse. Elle est drainée par le ruisseau Altmuehlbach,.

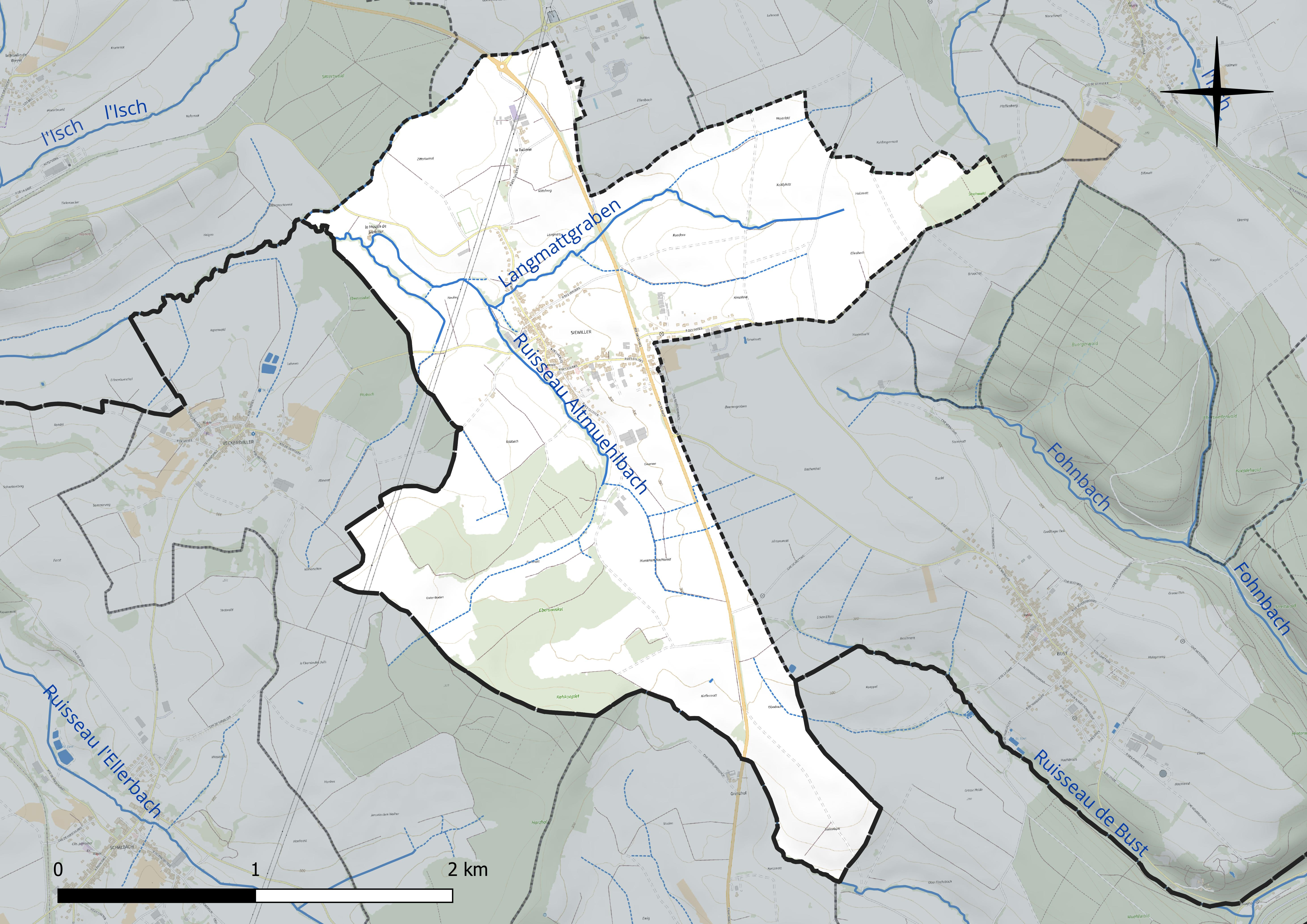
Réseau hydrographique de Siewiller.

### Climat
Pour des articles plus généraux, voir Climat du Grand Est et Climat du Bas-Rhin.
En 2010, le climat de la commune est de type climat des marges montargnardes, selon une étude du Centre national de la recherche scientifique s'appuyant sur une série de données couvrant la période 1971-2000. En 2020, Météo-France publie une typologie des climats de la France métropolitaine dans laquelle la commune est exposée à un climat semi-continental et est dans la région climatique  Vosges, caractérisée par une pluviométrie très élevée (1 500 à 2 000 mm/an) en toutes saisons et un hiver rude (moins de 1 °C). 
Pour la période 1971-2000, la température annuelle moyenne est de 9,8 °C, avec une amplitude thermique annuelle de 17,1 °C. Le cumul annuel moyen de précipitations est de 992 mm, avec 13,1 jours de précipitations en janvier et 10,2 jours en juillet. Pour la période 1991-2020, la température moyenne annuelle observée sur la station météorologique de Météo-France la plus proche, « Berg », sur la commune de Berg à 7 km à vol d'oiseau, est de 10,4 °C et le cumul annuel moyen de précipitations est de 801,8 mm. 
La température maximale relevée sur cette station est de 37,4 °C, atteinte le 25 juillet 2019 ; la température minimale est de −16,8 °C, atteinte le 7 février 2012,,. 
Les paramètres climatiques de la commune ont été estimés pour le milieu du siècle (2041-2070) selon différents scénarios d'émission de gaz à effet de serre à partir des nouvelles projections climatiques de référence DRIAS-2020. Ils sont consultables sur un site dédié publié par Météo-France en novembre 2022.

## Urbanisme

### Typologie
Au 1er janvier 2024, Siewiller est catégorisée commune rurale à habitat dispersé, selon la nouvelle grille communale de densité à sept niveaux définie par l'Insee en 2022.
Elle est située hors unité urbaine et hors attraction des villes,.

### Occupation des sols
L'occupation des sols de la commune, telle qu'elle ressort de la base de données européenne d’occupation biophysique des sols Corine Land Cover (CLC), est marquée par l'importance des territoires agricoles (80,9 % en 2018), en augmentation par rapport à 1990 (79,4 %). La répartition détaillée en 2018 est la suivante : terres arables (53,1 %), prairies (23,1 %), forêts (11,6 %), zones urbanisées (7,5 %), zones agricoles hétérogènes (4,7 %). L'évolution de l’occupation des sols de la commune et de ses infrastructures peut être observée sur les différentes représentations cartographiques du territoire : la carte de Cassini (XVIIIe siècle), la carte d'état-major (1820-1866) et les cartes ou photos aériennes de l'IGN pour la période actuelle (1950 à aujourd'hui).

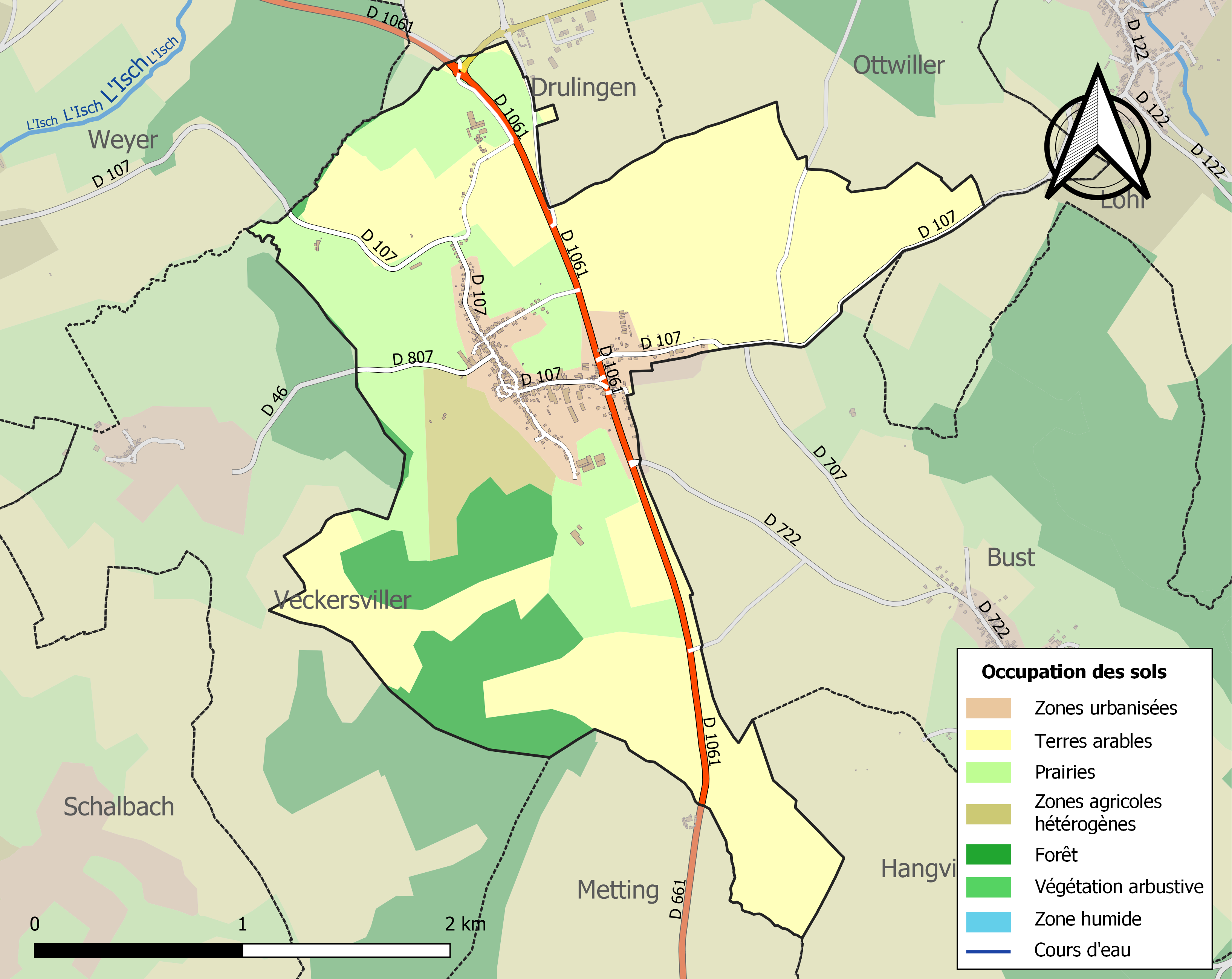
Carte des infrastructures et de l'occupation des sols de la commune en 2018 (CLC).

## Toponymie
- Seewiller[14] et Sììwiller en francique rhénan.
- C'est le 18 décembre 700 qu'il est fait mention la première fois de Villare Sonechone. Le moine Wéroald, fils du défunt comte Audwin, fait alors don à l'abbaye de Wissembourg de ses biens situés à Villare Sonechone.

Siewiller a connu huit dénominations différentes :
- Villare Sonechone en l'an 700 ;
- Sulichen Villare en 1350 ;
- Sinewilre en 1450 ;
- Sinnweiler en 1542 ;
- Sielweiler en 1672 ;
- Sieweyler en 1741 ;
- Sieweiler en 1871 ;
- Siewiller en 1945.

## Histoire
Avant 1793, la commune appartenait au comté de Sarrewerden, devenant par la suite alsacienne.

### Héraldique
| Blason de Siewiller | Blason  | Coupé : au premier de sable à l'aigle bicéphale issante d'argent, becquée d'or et lampassée de gueules, au second coupé au I de gueules au chevron d'argent et au II d'or plain. |
| Blason de Siewiller | Détails | Ces armes rappellent les comtés de Sarrewerden et de La Petite-Pierre, dont relevait la commune avant 1793.                                                                      |

## Politique et administration
| Période                                  | Période   | Identité     | Étiquette | Qualité  |
| ---------------------------------------- | --------- | ------------ | --------- | -------- |
| mars 2001                                | mars 2008 | Marcel Gosse |           |          |
| mars 2008                                | Mai 2020  | René Burr    | SE        | Retraité |
| mai 2020                                 | En cours  | Guy Fenrich  |           |          |
| Les données manquantes sont à compléter. |           |              |           |          |

## Démographie
L'évolution du nombre d'habitants est connue à travers les recensements de la population effectués dans la commune depuis 1793. Pour les communes de moins de 10 000 habitants, une enquête de recensement portant sur toute la population est réalisée tous les cinq ans, les populations de référence des années intermédiaires étant quant à elles estimées par interpolation ou extrapolation. Pour la commune, le premier recensement exhaustif entrant dans le cadre du nouveau dispositif a été réalisé en 2005.

En 2022, la commune comptait 381 habitants, en évolution de −2,06 % par rapport à 2016 (Bas-Rhin : +3,17 %, France hors Mayotte : +2,11 %).
| 1793 | 1800 | 1806 | 1821 | 1831 | 1836 | 1841 | 1846 | 1851 |
| ---- | ---- | ---- | ---- | ---- | ---- | ---- | ---- | ---- |
| 345  | 360  | 440  | 518  | 519  | 545  | 575  | 565  | 556  |

| 1856 | 1861 | 1866 | 1871 | 1875 | 1880 | 1885 | 1890 | 1895 |
| ---- | ---- | ---- | ---- | ---- | ---- | ---- | ---- | ---- |
| 530  | 530  | 537  | 544  | 529  | 502  | 447  | 438  | 445  |

| 1900 | 1905 | 1910 | 1921 | 1926 | 1931 | 1936 | 1946 | 1954 |
| ---- | ---- | ---- | ---- | ---- | ---- | ---- | ---- | ---- |
| 458  | 503  | 496  | 486  | 483  | 478  | 437  | 470  | 469  |

| 1962 | 1968 | 1975 | 1982 | 1990 | 1999 | 2005 | 2006 | 2010 |
| ---- | ---- | ---- | ---- | ---- | ---- | ---- | ---- | ---- |
| 422  | 456  | 460  | 473  | 455  | 391  | 411  | 411  | 417  |

| 2015 | 2020 | 2022 | - | - | - | - | - | - |
| ---- | ---- | ---- | - | - | - | - | - | - |
| 390  | 381  | 381  | - | - | - | - | - | - |

## Lieux et monuments
- Église Sainte-Dorothée XIXe siècle.
- Église luthérienne.

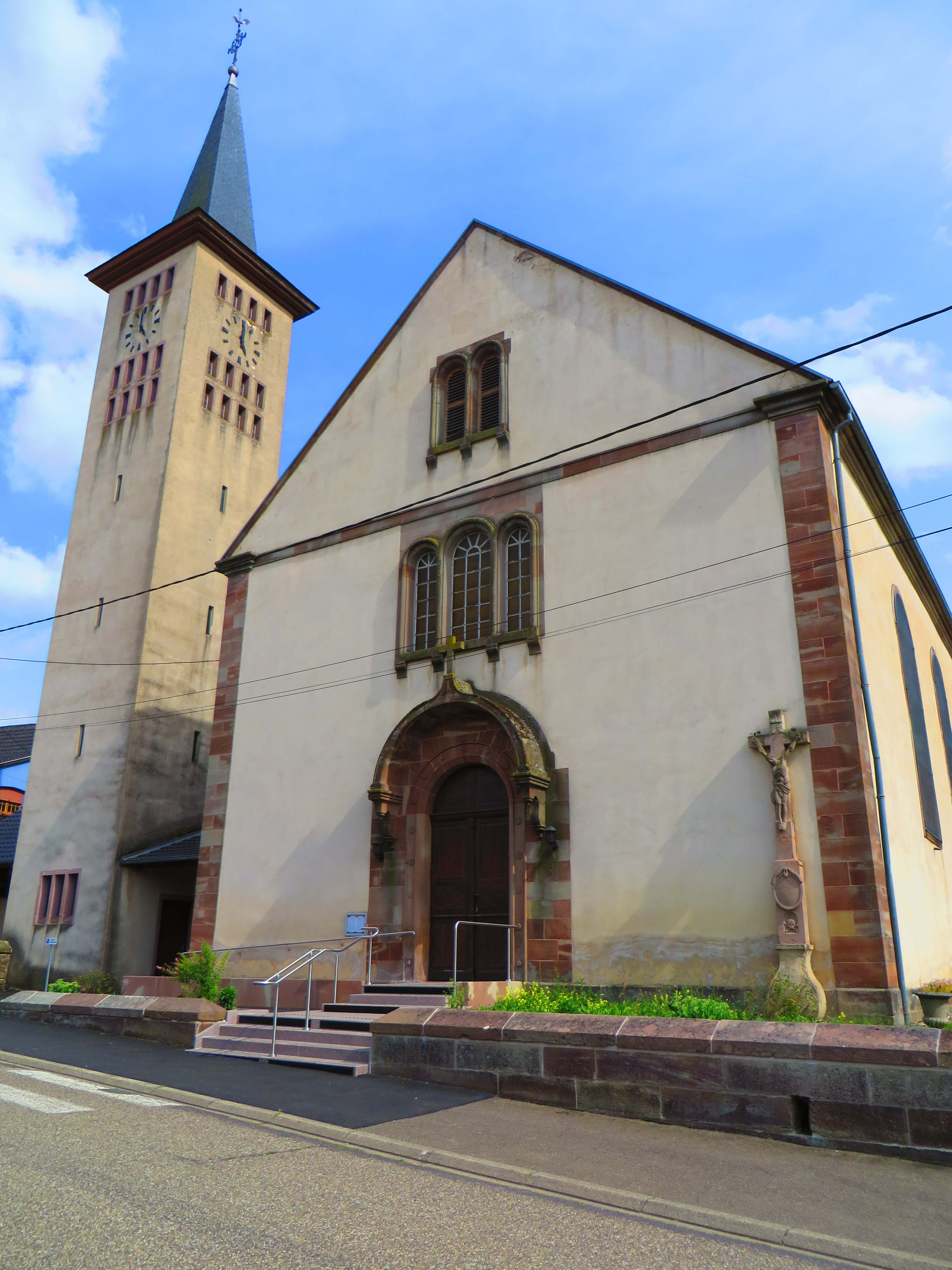
Église Sainte-Dorothée.
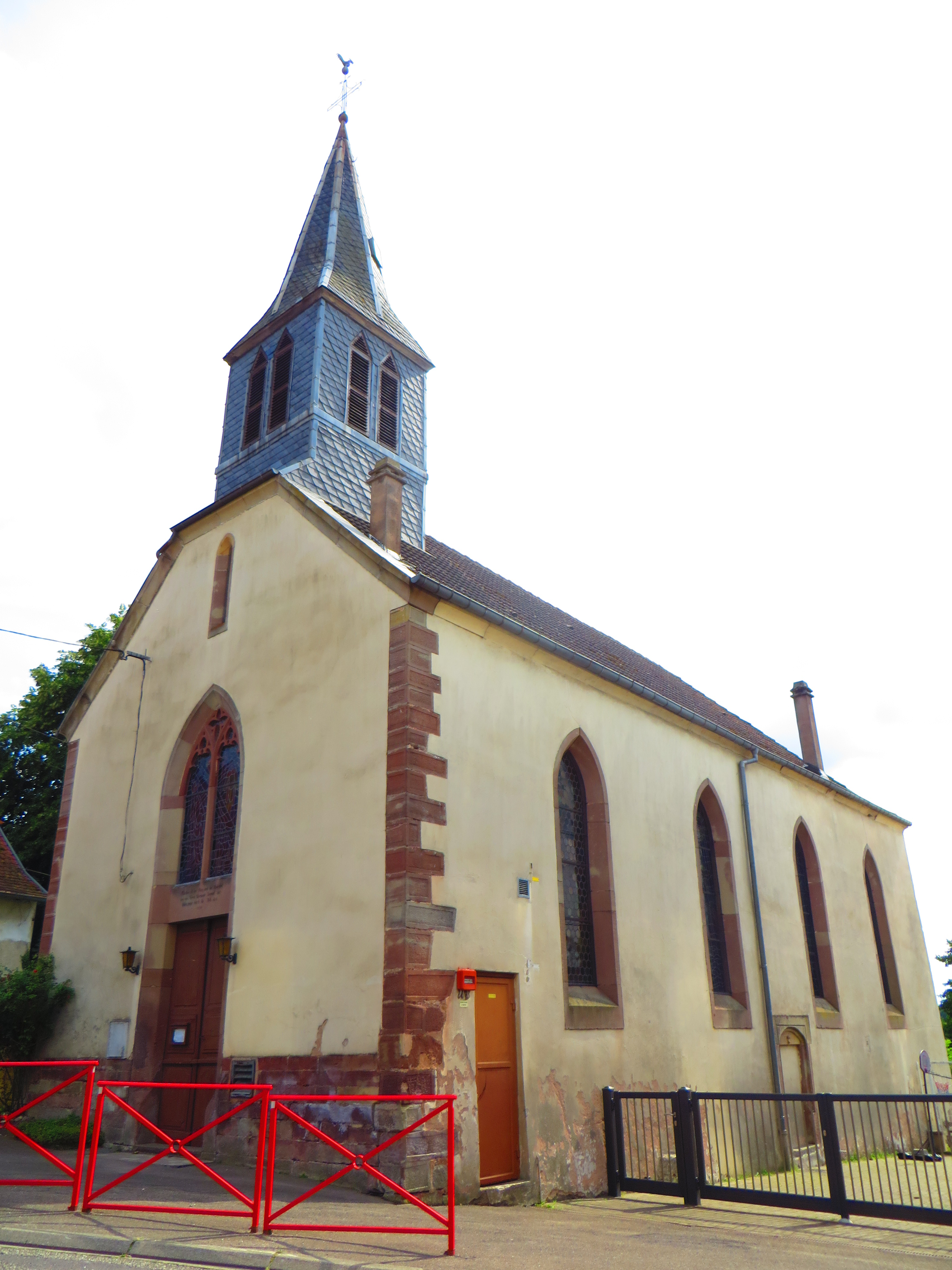
Église luthérienne.

## Personnalités liées à la commune
- Leonhard Finck (1594), instituteur ayant enseigné au XVIe siècle.
- Johann Jacob Briedt, époux de Catherine Muller, instituteur de confession catholique, décède le 7 mai 1733 à Siewiller à l'âge de 24 ans.
- Johann Dennemarck, époux de Catherine Hinschberger, instituteur de confession catholique de 1724 à 1732. Il eut trois enfants : Mathias (1725), Johann Nickel (1728) et Jacob (1731).
- Johannes Gapp, époux de Anna Margaretha Sinz, instituteur de confession catholique de 1736 à 1773. Il eut un enfant : Lorenz (1738).
- Martin Schadt, époux de Anna Margaretha Andres, instituteur de confession protestante de 1742 à 1758. Il eut quatre enfants : Anna Margaretha (1728), Johann Philippe, Maria Catharina, Hans Peter.
- Monseigneur Henri Hoffmann, évêque de Djibouti, né le 24 septembre 1909 à Siewiller. Il entre au couvent des capucins à Koenigshoffen et dit sa première messe à Siewiller en 1936. Il est ensuite missionnaire de 1936 à 1944 à Madagascar et en Somalie. Il est ordonné évêque en la cathédrale de Strasbourg le 4 août 1957. Il est le premier évêque de Djibouti, et il y fait construire une cathédrale. Il meurt subitement à Paris dans le XIVe arrondissement le 23 mars 1979. Il est enterré en l'église Sainte-Dorothée de Siewiller.